# Bombardement op Rotterdam-West

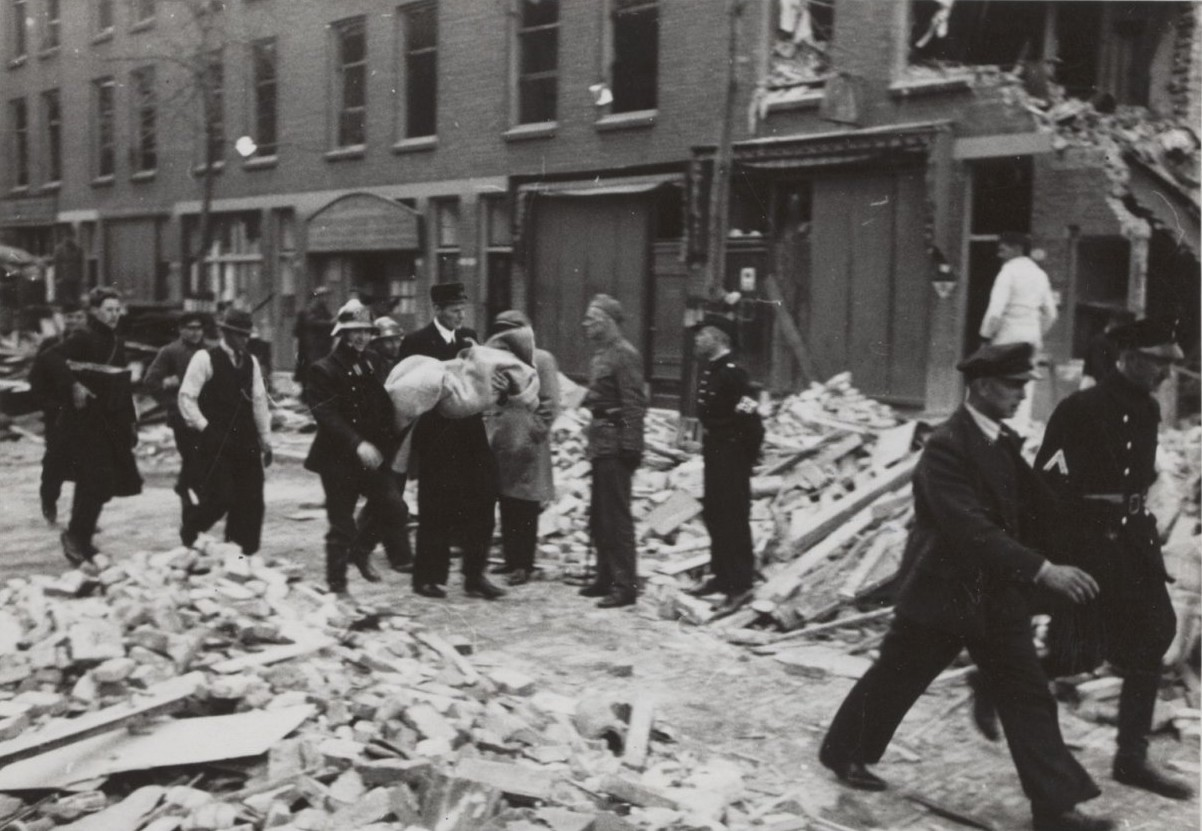
Het 50 uur lang onder de puinhopen van de Blokmakerstraat begraven 3-jarig kind kan worden gered. Het overbrengen naar een ziekenhuis door de Geneeskundige Dienst.

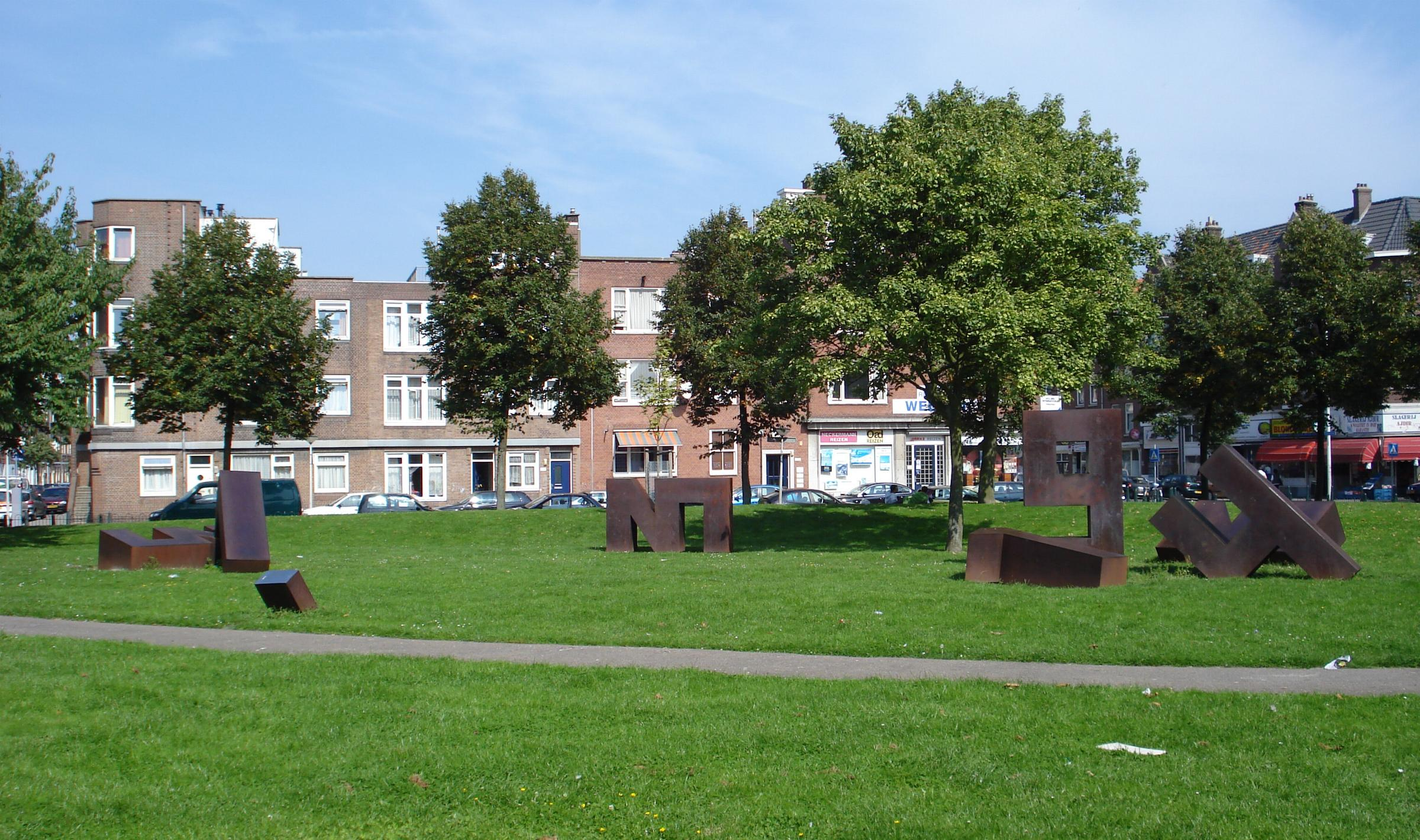
Kunstwerk "Vergeten bombardement" van Mathieu Ficheroux.

Het bombardement op Rotterdam-West in Rotterdam vond plaats op woensdagmiddag 31 maart 1943. Het bombardement staat ook bekend als het vergeten bombardement.

## Bombardement
Het hevigste bombardement op de stad na dat van 14 mei 1940 vond plaats op 31 maart 1943. Amerikaanse bommenwerpers gestationeerd in Groot-Brittannië zouden die dag een aanval uitvoeren op scheepswerf Wilton-Fijenoord in Schiedam. Door een verkeerde identificatie van het doelgebied werd het industriegebied rond de Keilehaven en Merwehaven aangezien voor deze scheepswerf. In plaats van het doel te raken, werd door de Amerikaanse vliegers grote schade aangericht in nabijgelegen woongebieden, met name het westelijk deel van de Schiedamseweg en het westelijk deel van de wijk Bospolder/Tussendijken. Ongeveer 10 hectare bebouwd gebied en 8 ha openbare weg werden verwoest en rond de 13.000 mensen raakten dakloos. Het verwoeste gebied werd begrensd door het Marconiplein, de Mathenesserweg, de Rösener Manzstraat, de Van Duylstraat, de Rosenveldstraat en de Blokmakerstraat

## Doelwit, achtergrond en oorzaken
Het bombardement vond plaats kort voor 13.30 uur in de middag en werd uitgevoerd door 33 viermotorige bommenwerpers van het type B-17 Flying Fortress van de Amerikaanse Eighth Air Force, onderdeel van de United States Army Air Forces. Zij wierpen tezamen 198 brisantbommen van 1000 pond af. Daarvan kwamen er 96 op en rond woonwijk Bospolder-Tussendijken terecht.
Het bombardement was eigenlijk bedoeld voor scheepswerf Wilton-Fijenoord in Schiedam, alwaar in de machinefabriek onder andere torpedolanceerbuizen en onderdelen voor U-boot-dieselmotoren voor de Duitse Kriegsmarine werden geproduceerd. Voor de missie vertrokken in de ochtend van 31 maart 1943 zes bombardment groups (bomb groups) van VIII Bomber Command – in totaal 102 toestellen – vanaf zes verschillende vliegvelden: 78 B-17’s van de 91st Bomb Group, 306th Bomb Group, 303rd Bomb Group en 305th Bomb Group en 24 B-24 Liberators van de 44th Bomb Group en 93rd Bomb Group.
De bemanningen van de 91e, 306e, 44e en 93e Bomb Group keerden kort voor het doelgebied terug zonder te bombarderen, omdat zij de kans op een succesvol bombardement te klein achtten vanwege het dichte wolkendek. De 303e en 305e Bomb Group zetten het bombardement door. Volgens de verantwoordelijke bemanningsleden van deze twee Bomb Groups was het zicht voldoende.
De vooropvliegende 303e Bomb Group bombardeerde eerst. De 102 bommen van de 17 toestellen van de 303e Bomb Group vielen in een lange strook tussen Hoogvliet, Pernis en Schiedam, grotendeels in boerenland. Een deel van de bommen viel in Schiedam in de Wilhelminahaven, op het terrein van scheepswerf ‘Nieuwe Waterwerf’ en op een woonwijk, rondom de Charlotte de Bourbonstraat en Nassau van Dillenburgstraat.
De 16 toestellen van de 305e Bomb Group wierpen tezamen 96 bommen af. De leidende bommenrichter koos een kade tussen Lekhaven en Keilehaven als richtpunt. Hij was in de veronderstelling dat hij het terrein van scheepswerf Wilton-Fijenoord in het vizier had, wat mede verklaard kan worden doordat het echte Wilton-Fijenoord vermoedelijk onder wolken bedekt was geweest.Door een sterker dan verwachte windkracht in de lagere luchtlagen vielen de meeste bommen een stuk verder naar het noordoosten, waarbij de woonwijk Bospolder-Tussendijken werd getroffen. De oorzaken voor het mislukken van het bombardement liggen in een combinatie van factoren: beoordelingsfouten van bemanningen van de 303e en 305e Bomb Group tijdens de missie, een verkeerde doelwitidentificatie en een te haastige bombardementsrun door de aanvoerende bemanning van de 305e Bomb Group, zware bewolking boven het doelgebied, inaccurate weersverwachtingen, een wind die anders stond dan door de bemanningen was ingeschat, en een te krappe planning op de ochtend van de missie.
De grote verwoesting en het hoge aantal burgerslachtoffers kunnen voorts worden verklaard door de gekozen tactiek van formatiebombarderen op teken van één bommenrichter, wat ervoor zorgde dat identificatiefouten door één persoon een catastrofale uitwerking konden hebben. Als achterliggende oorzaak kan nog worden genoemd dat de leiding van de Amerikaanse luchtmacht in het voorjaar van 1943 nog te hoge verwachtingen had van de eigen bemanningen en ten onrechte geloofde dat die van grote hoogte precisiebombardementen konden uitvoeren zonder veel burgerslachtoffers te maken. Zo vielen op 4 april 1943 meer dan driehonderd burgerdoden bij een Amerikaans bombardement op de Renault-fabrieken bij Parijs en op 5 april 1943 meer dan negenhonderd burgerdoden bij een bombardement op fabrieken in Mortsel (Antwerpen).

## Ooggetuigenverslagen
Een schoolmeisje schreef kort na het bombardement aan een vriendinnetje:
"Als je op het Marconiplein gaat staan en je kijkt de Schiedamseweg af, dan zijn daar alle huizen weg tot aan de Wattierstraat. Maar ook de straten links en rechts zijn getroffen. Ook de Hudsonstraat. Tot het Grote Visserijplein is alles weg, aan de andere kant van de Schiedamseweg. (...) Op de Schiedamseweg zaten mensen in de kelder en door de luchtdruk zijn die gedood. een heel gezin is zo omgekomen. Er hangt ook zo'n vreemde lucht in de buurt."
De ooggetuige Arie de Keyzer gaf begin 21e eeuw de volgende beschrijving van de gebeurtenissen:

Kleine opmerking over dat bombardement in Rotterdam West. Ik was 14 toen het gebeurde. Het was op een Woensdagmiddag omstreeks één uur 's middags. Er stond een heel harde westelijke wind. We woonden op Charlois vlak bij de Waalhaven. Het werd luchtalarm geblazen en er kwamen een stuk of vier Engelse tweemotorige bommenwerpers, waarschijnlijk Wellingtons, die vrij laag over ons vanaf het Zuiden richting Noord vlogen op een hoogte naar schatting 1000 meter. We zagen later de bommen vallen, door de wind dreven die schuin omlaag in Oostelijke richting. Er was maar één run, ze vlogen gelijk door. Er was veel afweergeschut. Geen van de vliegtuigen werd neergeschoten. Kort daarna zagen we enorme rookwolken en ik ben er gelijk heen gegaan om te kijken. Het was een razende vuurzee en door de harde wind was er geen blussen aan. De bommen waren kennelijk bestemd voor het havengebied aan de Hudsonstraat. De bommen waren echter zo ver weggedreven dat ze zelfs de Hudsonstraat niet raakten. Dit bombardement was een stommiteit van de piloten van de eerste orde.

## Slachtoffers
In 2023 heeft Stichting Voorouder, in samenwerking met het Stadsarchief Rotterdam en de auteurs van het boek *Target Rotterdam*, de eerste officiële lijst met slachtoffers van het bombardement op 31 maart 1943 op Rotterdam-West gepubliceerd. Uit dit onderzoek blijkt dat bij dit bombardement zeker 453 mensen om het leven kwamen.
De Rotterdamse brandweerman Gerrit van Ommering was betrokken bij de berging van de slachtoffers en het zoeken naar overlevenden. Twee dagen na het bombardement vond hij een nog levend, driejarig meisje dat vijftig uur onder het puin had gelegen.
Op de Begraafplaats Crooswijk liggen in vak GG meer dan 137 slachtoffers van dit bombardement begraven. Van 116 personen kon de identiteit niet worden vastgesteld, omdat hun lichamen grotendeels waren verkoold of slechts fragmentarisch werden teruggevonden.
Bij de Amerikaanse bombardementsmissie naar Schiedam en Rotterdam van 31 maart 1943 sneuvelden ook 26 Amerikaanse bemanningsleden als gevolg van ongelukken en luchtgevechten op de route van en naar het doelgebied.

## Monument bij gelegenheid vijftigjarige herdenking
Op 31 maart 1993 onthulde toenmalig premier Ruud Lubbers een monument in Park 1943 van kunstenaar Mathieu Ficheroux ter herinnering aan het bombardement.

## Voetnoten
1. ↑  Vergeten Verhalen: Gerrit van Ommering op rijnmond.nl
2. 1 2  Willem Pekelder, Bommen vielen door identificatiefout. nrc.nl (1 april 2017). Gearchiveerd op 28 februari 2022. Geraadpleegd op 28 februari 2022.
3. ↑  www.npogeschiedenis.nl: In Europa 1943:geallieerde bombardementen op Nederland. Gearchiveerd op 15 april 2016.
4. 1 2 3 4  Jac. J. Baart, Lennart van Oudheusden (2018). Target Rotterdam. De geallieerde bombardementen op Rotterdam en omgeving, 1940-1945. Boom Uitgevers Amsterdam, 267-274, 284, 285-291, 436-439, 441. ISBN 9789024420452.
5. ↑  Frank van Dijl, De geallieerden bombardeerden ruim 300 keer. nrc.nl (7 december 2018). Gearchiveerd op 1 maart 2022. Geraadpleegd op 1 maart 2022.
6. ↑  Jac. J. Baart, Lennart van Oudheusden (2018). Target Rotterdam. De geallieerde bombardementen op Rotterdam en omgeving, 1940-1945. Boom Uitgevers Amsterdam, pp. 372. ISBN 9789024420452.
7. ↑  J.L. van der Pauw (2006). Rotterdam in de Tweede Wereldoorlog. Boom Uitgevers Amsterdam, pp. 392. ISBN 9085061601.
8. ↑  Nog een zwarte dag voor Rotterdam. engelfriet.net. Gearchiveerd op 6 december 2021. Geraadpleegd op 1 maart 2022.
9. ↑  Citaat is terug te vinden op www.engelfriet.nl. Gearchiveerd op 6 december 2021.
10. ↑  Namen slachtoffers bombardement 31 maart 1943 Rotterdam. Voorouder.nl. Geraadpleegd op 1 maart 2025.
11. ↑  Vak GG - Bombardement 31 maart 1943. Voorouder.nl. Geraadpleegd op 1 maart 2025.
12. ↑  Jac. J. Baart, Lennart van Oudheusden (2018). Target Rotterdam. De geallieerde bombardementen op Rotterdam en omgeving, 1940-1945. Boom Uitgevers Amsterdam, pp. 270. ISBN 9789024420452.